# Gunnison (Utah)
Pour les articles homonymes, voir Gunnison.
Gunnison est une ville américaine située dans le comté de Sanpete, dans l’Utah. Selon le recensement de 2010, sa population s’élève à 3 285 habitants.

## Histoire
La ville a été fondée par des pionniers mormons en 1859. Celle-ci, située à l’ouest du site actuel, s’est d’abord appelée Chalk Point. Elle a été déplacée car l’emplacement était sujet aux inondations.

## Source
- (en) Cet article est partiellement ou en totalité issu de l’article de Wikipédia en anglais intitulé « Gunnison, Utah » (voir la liste des auteurs).